# Metriopelma zebratum
Metriopelma zebratum é uma espécie de aranha pertencente à família Theraphosidae (tarântulas).